# Felforgatás
A felforgatás (szubverzió) általánosságban a fennálló társadalmi rend erőszakos megváltoztatására irányuló, jellemzően fegyver nélküli tevékenység, de ennek során fegyveres, erőszakos cselekmények is előfordulhatnak, sőt, háború, polgárháború kirobbantása is lehet a célja.

## Célja
Az adott társadalom meggyengítése, szétverése, tönkretevése, lezüllesztése, az ország destabilitása, legyőzése, kormányának megbuktatása,  a társadalom uralma.

## Gyakorlata
A felforgatás az úgynevezett demokratikus országokban, a nyílt társadalmakban a legkönnyebb.  A hidegháború idején, a szembenálló felek, legkönnyebben a Szovjetunió, illetve a kommunista országok az USA-val, és a nyugattal szemben alkalmazták, majd a rendszerváltásnál inkább fordított irányban volt hatékonyabb. Az államoktól független erőknek, csoportoknak is lehetőség, mivel leginkább nem hadászati, hanem csak anyagi, és a pénz által biztosítható humán erőforrás szükséges hozzá, a nyílt társadalmakban pedig pusztán  legitim tevékenységeken keresztül végigvihető. Jurij Alekszandrovics Bezmenov, volt KGB ügynök szerint a Szovjetunióban a KGB-nél a pénznek, időnek, és emberi erőforrásoknak a 85%-a ment felforgatásra, a kémkedés  csak 10-15%-ot tett ki.
Az agresszor különböző, de motivált,  esetleg extrém, akár mentálisan problémás embereket, csoportokat keres, amelyek nélküle nem okoznának zavart, mert alapvetően gyengék, jelentéktelenek, érdekérvényesítő képességük csekély, majd ezeket finanszírozza, akár az  általa közvetlenül létrehozott alapítványokon keresztül.
A felforgató, vagy felforgatóvá tett szervezetek általában valamilyen humanista célt hirdetnek, ugyanakkor, mivel minden háború a megtévesztésen alapszik, sok dolog nem az, mint aminek mutatja magát, illetve aminek látszik. Még a beszervezetteknek jó része sem látja a valódi célt, vagyis azt, hogy valami teljesen másra használják fel őket. Ezek a szervezetek beépülnek, és hálózatot építenek a politika, a média, a gazdaság világába, és befolyást szereznek az állami szervekben is. Az anyagilag megtámogatott felforgató szervezeti háló akár erősebb érdekérvényesítővé is válhat, mint a társadalom többsége, kiéleződnek a társadalmi ellentétek, a felforgató csoportok egyre több célt érnek el, és a feje tetejére állítják a társadalmat, az azt biztosító, fenntartó hagyományokat, intézményeket, rendszereket szétverik, a politikai életet, választásokat érdekeik mentén befolyásolják. 
A társadalom ereje a belső harcra fecsérlődik, növekszik a megosztottság, a társadalom és rendszereinek hatékonysága hanyatlik, és nem marad energia az ország építésére, illetve a vezetők korrumpálásának, a kizsákmányolásnak, az ország kirablásának, és uralásának a megakadályozására.

## Nyugati felforgató tevékenység a hidegháborúban
Az 1950-es évek elején az amerikai CIA egyik szervezete, az Office of Policy Coordination a lélektani hadviseléssel is összefüggésben szabad kezet kapott a felforgató műveletek kidolgozására. Lengyelországban kísérletet tettek a Honi Hadsereg feltámasztására. Csehszlovákiában határincidenseket hajtottak végre, illegális berepüléssel rádió adó-vevőket dobtak le ügynökeik számára. Az 50-es évek elején a csehszlovák hatóságok mintegy 1200 nyugati ügynököt tartóztattak le, és 79 gyilkosságot tulajdonítottak nekik. Az amerikai Nemzetbiztonsági Tanács (NSC) 1955-ben leszögezte, hogy a a felforgató műveletek célja a „földalatti ellenállás megszervezése, a földalatti és gerilla-hadműveletek előmozdítása [volt] hogy ezek az egységek háború esetén rendelkezésre álljanak.” Az NSC direktívája hangsúlyozta, hogy az ügynökök lelepleződése esetén a kormányzatnak készen kell állnia arra, hogy hihető módon tagadja a felelősségét.
A CIA mellett az amerikai hadsereg hírszerzése is aktívan részt vett a kelet-európai felforgató műveletek szervezésében. Magyarországi hivatalos, de belső használatra szóló korabeli adatok szerint 1949 és 1953 között 120 külföldi hírszerző ügyét vizsgálták, közülük 41 kötődött az Egyesült Államokhoz. 1955-ben a leleplezett ügynökök 61%-ának volt amerikai állampolgársága. köztük voltak a Counter Intelligence Corps (CIC) elnevezésű amerikai katonai hírszerző szervezet munkatársai.
Könnyen lehetséges, hogy a Rákosi-rendszerben ezek a belső használatra szóló adatok is torzítottak voltak. De nyugati források is beszámolnak arról, hogy 1949-ben például egy Gordon Mason nevű ügynököt dobtak le ejtőernyővel Romániában, hogy ellenálló hálózat szervezésével akciókat készítsen előz az ottani szovjet csapatok ellen. Két évvel később Fogaras térségében tartóztattak le amerikai ügynököket akiknél, rádióadót, fegyvert, aranypénzt találtak. Magyarországi letartóztatottak vallomásai szerint a terepviszonyok miatt a CIC úgy tervezte, hogy a Romániában létrehozott sejtek tevékenykednének a magyar Alföldön is.

## Kapcsolódó szócikk
- Diverzió

- A szocializmus és a boldog élet nevében a felforgatók és az önjelöltek ellen; CSKP KB agitációs-propaganda osztálya–CSKP KB Marxizmus-Leninizmus Intézet, Bratislava, 1977